# Лука (Стон)
42°52′ пн. ш. 17°41′ сх. д. / 42.86° пн. ш. 17.68° сх. д.
Лука (хорв. Luka) — населений пункт у Хорватії, у Дубровницько-Неретванській жупанії у складі громади Стон.

## Населення
Населення за даними перепису 2011 року становило 153 осіб.
Динаміка чисельності населення поселення: